# روار أرنتزن
روار أرنتزن هو مهندس نرويجي، ولد في 23 نوفمبر 1947.